# دایسوکه ناکانو
دایسوکه ناکانو (به انگلیسی: Daisuke Nakano) ژیمناست زادهٔ ۱۰ اکتبر ۱۹۸۲ میلادی اهل کشور ژاپن است.